# Rostockgade
Rostockgade er en gade i Århusgadekvarteret i Nordhavnen i København, der ligger i forlængelse af Billedvej mellem Århusgade og Helsinkigade. Gaden er opkaldt efter den tyske havneby Rostock.

## Historie og bebyggelse
Gaden ligger ligesom resten af Århusgadekvarteret i et område, der indtil 2014 var en del af Københavns Frihavn med begrænset adgang for offentligheden. Dengang var den nuværende Rostockgade en del af Billedvej, der gik fra Redhavnsvej, den nuværende Trelleborggade, til Lüdersvej, den nuværende Helsinkigade.
I forbindelse med områdets ophør som frihavn blev det imidlertid besluttet at omdanne det til en ny bydel med boliger og erhverv, hvilket blandt andet medførte anlæg af flere nye gader. Københavns Kommunes Vejnavnenævnet ønskede at følge traditionen med at give gadenavne efter et bestemt tema, i dette tilfælde internationale havnebyer, og det både for de nye gader og en række af de eksisterende, heriblandt den hidtidige Billedvej. Det medførte dog en del protester fra folk, der ønskede at bevare de hidtidige navne, hvilket nævnet delvist gik med til. For Billedvej endda helt bogstaveligt, idet man indstillede, at delen syd for Århusgade beholdt sit navn, mens den nordlige del skulle omdøbes til Rostockgade. Indstillingen blev godkendt på Teknik- og Miljøudvalgets møde 21 januar 2014 med virkning fra 1. marts 2014.
Opdelingen passede med, at de to gader fremover ville blive præget af vidt forskelligt byggeri. På begge sider af Billedvej og på den vestlige side af Rostockgade ligger der bevaringsværdige erhvervsejendomme i kvarteret Den røde by, der som navnet antyder overvejende er røde, og som har fået lov at blive stående. Langs det meste af den vestlige side af Rostockgade står der således en gammel aflang erhvervsejendom, der ligesom de andre røde bygninger i sin tid tilhørte Riffelsyndikatet. Under Besættelsen producerede de våben til den tyske besættelsesmagt. 22. juni 1944 blev den aflange bygning imidlertid sprængt af modstandsgruppen BOPA og arbejdere fra fabrikken ved en spektakulær sabotageaktion. De trodsede to hegn og fik afvæbnet de otte vagtposter i området en efter en. Desuden blev trafikken på den nærliggende S-bane stoppet umiddelbart før eksplosionen. Efterfølgende slap de væk med to lastbiler fyldt med våben fra fabrikken. Efter besættelsen havde bygningen forskellige funktioner. I 2017-2018 blev den ombygget til brug for et Meny-supermarked. Her er der opslag med tekst og billeder, der fortæller om bygningens historie.
På den østlige side mellem Rostockgade og Sassnitzgade blev de hidtidige pakhuse ombygget til en karre af gårdhavehuse og en gruppe rækkehuse, der er adskilt af Kielgade, men som begge lyder navnet Frikvarteret. I praksis var ombygningen, der blev foretaget af ejendomsselskabet Tetris i 2014-2015, dog så omfattende, at det stort set kun er nogle få gavle og facader ud mod Rostockgade og Sassnitzgade, der har overlevet. De har så til gengæld også et århundred på bagen, idet de blev opført af Frihavnens arkitekt Christian Agerskov i 1916-1919. På hjørnet af Århusgade er der opført et lejlighedsbyggeri. Det hedder Det grønne hjørne, fordi der på sigt skal vokse blandt andet vildvin og blåregn op ad facaden.